# Blägdesjön
Blägdesjön är en sjö i Vimmerby kommun och Västerviks kommun i Småland och ingår i Botorpsströmmens huvudavrinningsområde. Sjön är 16,7 meter djup, har en yta på 0,3 kvadratkilometer och är belägen 77,1 meter över havet.

## Delavrinningsområde
Blägdesjön ingår i det delavrinningsområde (638924-152456) som SMHI kallar för Utloppet av Ytlången. Medelhöjden är 96 meter över havet och ytan är 31,99 kvadratkilometer. Räknas de 14 avrinningsområdena uppströms in blir den ackumulerade arean 398,09 kvadratkilometer. Isnäsström (Yxeredsån) som avvattnar avrinningsområdet har biflödesordning 2, vilket innebär att vattnet flödar genom totalt 2 vattendrag innan det når havet efter 31 kilometer. Avrinningsområdet består mestadels av skog (68 procent). Avrinningsområdet har 2,32 kvadratkilometer vattenytor vilket ger det en sjöprocent på 7,2 procent. Bebyggelsen i området täcker en yta av 0,59 kvadratkilometer eller 2 procent av avrinningsområdet.